# Sierra Madre Mountains
De Sierra Madre Mountains is een bergketen in het noorden van Santa Barbara County in Californië. De keten wordt omdat ze van noordwest naar zuidoost loopt tot de Transverse Ranges gerekend en is ongeveer 40 kilometer lang.
Tot de hoogste toppen van de keten behoort MacPherson Peak (1748 meter), het hoogste punt van de keten is Peak Mountain (1773 meter). In het zuidoosten komt de keten samen met de San Rafael Mountains. Dit gebied heeft veel ketens zonder naam waarvan Big Pine Mountain (2077 meter) het hoogste punt is en hiermee meteen ook het hoogste punt in heel Santa Barbara County.
De vegetatie in dit gebied bestaat voornamelijk uit chaparral, een dichtbegroeide en brandgevoelige vegetatie die voorkomt in een mediterraan klimaat. In de hoger gelegen delen groeien ook coniferen en eiken. De keten vormt ook een van de belangrijkste habitats waar de bedreigde Californische condor voorkomt.
De keten bevindt zich zo goed als volledig in het Los Padres National Forest en vormt de noordelijke grens van de San Rafael Wilderness. Ten zuiden van de keten bevindt zich de Nacimiento Fault en de Cuyama Valley, ten noorden de South Cuyama en Ozena Faults. De keten is zo goed als onbewoond behalve enkele lager gelegen gebieden.